# Kujto
Kujto (ros. Куйто, karelskie Kuittijärvet) – jezioro złożone z trzech mniejszych, połączonych ze sobą w sposób naturalny, położone w północno-zachodniej Rosji, w należącej do tego państwa Republice Karelii, w kalewalskim rejonie narodowym.
Na jezioro Kujto składają się jeziora:
- Wierchnieje Kujto (ros. Верхнее Куйто, karelskie Ylä-Kuittijärvi) o powierzchni 198 km², leżące na wysokości 103 m n.p.m.

- Sriednieje Kujto (ros. Среднее Куйто, karelskie Keski-Kuittijärvi) o powierzchni 276 km², leżące na wysokości 101 m n.p.m. Na jego północnym brzegu leży miasto rejonowe Kalewała.

- Niżnieje Kujto (ros. Нижнее Куйто, karelskie Ala-Kuittijärvi) o powierzchni 141 km², leżące na wysokości 100 m n.p.m. Z jeziora tego wypływa rzeka Kiem. W 1956 r. zbudowano na nim zaporę, mającą usprawnić spław drewna.

Jezioro Kujto pełni istotną rolę w transporcie wodnym drewna.
Zamarza na okres od listopada do początku kwietnia.